# Jean Pădureanu
Jean Pădureanu (n. 22 martie 1936, Băilești, Dolj, România – d. 29 decembrie 2016, Bistrița, Bistrița-Năsăud, România) a fost un jucător român de fotbal care a evoluat la Universitatea Craiova (1950 - campionatul orășenesc, 1951 - campionatul județean Dolj, 1952-1954 campionatul raionului Craiova, 1954-1956 divizia B) și la Gloria Bistrița (1958-1970). În 1964 a fost vice-președinte și apoi președinte al clubului Gloriei Bistrița care, sub comanda acestuia, a promovat în prima ligă în 1990, unde a rămas timp de 21 de ani, a cucerit o Cupă a României (1994) și a încheiat campionatul pe locul al treilea (2003). În 1995 a fost numit președinte la Rapid București, revenind la Gloria doi ani mai târziu.
În ianuarie 2013, Jean Pădureanu s-a retras din funcția de președinte în cea de președinte onorific al clubului, cu această ocazie fiindu-i înmânată o plachetă în semn de apreciere. De asemenea, denumirea Stadionului Gloria a fost schimbată în Stadionul „Jean Pădureanu”.
În anul 2014 a fost condamnat la 3 ani și 4 luni de închisoare cu executare ca urmare a „Dosarului Transferurilor”.
Pe 18 iunie 2015 Jean Pădureanu a fost eliberat condiționat.
Pădureanu a suferit de un cancer generalizat, la care s-au adăugat și alte boli precum diabet, probleme cardiace și Alzheimer. Acesta a decedat pe 29 decembrie 2016 din cauza problemelor grave de sănătate. 

## Vezi și
- Dosarul Transferurilor